# Línea Aérea Amaszonas
Línea Aérea Amaszonas of kortweg Amaszonas is een Boliviaanse luchtvaartmaatschappij met haar thuisbasis in La Paz.
De luchtvaartmaatschappij vliegt voornamelijk in de noordelijke en noordoostelijke gebieden. Deze gebieden bestaan grotendeels uit het Amazoneregenwoud, vandaar de naam. De maatschappij vliegt ook naar buurland Peru.
Amaszonas heeft een vloot die volledig bestaat uit vliegtuigen van Bombardier, allen van het type CRJ-200.

## Geschiedenis
Línea Aérea Amaszonas is opgericht in 1998 maar pas in 2000 werden de eerste vluchten uitgevoerd. In 2014 maakte Amaszonas bekend dat ze 9 extra CRJ-200 vliegtuigen willen leasen om zo hun netwerk uit te breiden naar 40 bestemmingen.

## Bestemmingen
Línea Aérea Amaszonas vliegt momenteel op:
- Argentinië - Salta
- Bolivia - Cochabamba, Guayaramerín, La Paz, Oruro, Riberalta, 
 Runnerabaque, Santa Cruz de la Sierra, Sucre, Tarija, Trinidad, Uyuni, Yacuíba
- Brazilië - Campo Grande
- Chili - Iquique
- Paraguay - Asunción
- Peru - Arequipa, Cuzco
- Uruguay - Montevideo
- Ecuador - Quito
- Spanje - Madrid
- Verenigde Staten - Miami

## Vloot
De vloot van Amaszonas bestaat uit:(juli 2016)
- 7 Bombardier CRJ200